# Thomas Bartholin
Thomas Bartholin (Copenhague, 20 de outubro de 1616 — Copenhague, 4 de dezembro de 1680), com o nome frequentemente latinizado para Thomas Bartolinus, foi um médico, matemático e teólogo dinamarquês que se notabilizou pela descoberta do sistema linfático humano e pela primeira descrição científica e aperfeiçoamentos que introduziu no processo de anestesia por refrigeração.

## Biografia
Thomas Bartholin foi o segundo dos seis filhos de Caspar Bartholin, O Velho (1585-1629), um médico e cientista nascido em Malmö, Scania, e de sua esposa Anne Fincke.
Para além de seu pai, que publicara em 1611 uma colecção de desenhos anatómicos para uso médico, a família de Thomas Bartholin foi famosa pela sua propensão para a ciência, já que nada menos do que doze dos seus membros foram professores da Universidade de Copenhaga, produzindo trabalho pioneiro em diversos ramos do saber. Só no campo da anatomia foram três as gerações da família Bartholin que fizeram contribuições significativas para a ciência nos séculos XVII e XVIII: Caspar Bartholin, O Velho (1585-1629), Rasmus Bartholin (1625-1698) e Caspar Bartholin, O Jovem (1655 – 1738), respectivamente pai, irmão e sobrinho de Thomas Bartholin. Todos eles contribuíram de forma significativa para a prática da moderna medicina pela descoberta de importantes estruturas e fenómenos anatómicos. Caspar Bartholin, O Velho (1585-1629), o pai de Thomas Bartholin, iniciou a sua carreira como professor da Universidade de Copenhaga em 1613 e durante os 125 anos seguintes as descobertas científicas feitas por membros da sua família ao serviço da Faculdade de Medicina daquela Universidade granjearam uma excelente reputação internacional para aquela instituição.
Depois de ter estudado na Universidade de Copenhaga, Thomas Bartholin viajou pela Europa, tendo estagiado com o botânico Pietro Castelli, em Messina, no ano de 1644.
Depois de iniciada uma carreira como médico e investigador na Universidade de Copenhaga, Thomas Bartholin publicou em Dezembro de 1652 a primeira descrição completa do sistema linfático humano, uma estrutura anatómica até então pouco conhecida, apesar de Jean Pecquet, no ano anterior (1651), descrito a sua existência em animais e descoberto o ducto torácico, fazendo daquele cientista o primeiro a descrever o percurso correcto do fluido linfático na sua entrada na circulação sanguínea.
Em 1653, logo após a publicação das descobertas de Jean Pecquet e de Bartholin, uma descrição semelhante do sistema linfático humano foi publicada por Olof Rudbeck, levando a uma amarga disputa pela prioridade da descoberta, pois, apesar de Rudbeck ter apresentado a sua descoberta na corte da rainha Cristina da Suécia em Abril ou Maio de 1652, antes de Bartholin ter publicado a sua descrição, apenas publicou o respectivo texto descritivo em 1653, um ano depois de Bartholin o ter feito.
A publicação conjunta de Thomas e Rasmus Bartholin intitulada De nivis usu medico observationes variae, contém no seu  Capítulo XXII, a primeira descrição científica conhecida do processo de anestesia por refrigeração, isto é pela aplicação local de frio intenso, uma técnica cuja invenção Thomas Bartholin atribui ao italiano Marco Aurelio Severino, de Nápoles.  Segundo Bartholin, Severino foi o primeiro a experimentar, em 1646, a aplicação como anestético de uma mistura de neve e gelo, técnica que Thomas Bartholin conheceu quando o visitou em Nápoles.
Outra descoberta importante de Thomas Bartholin foi a síndrome congénita provocada pela trissomia do cromossoma 13 nos humanos, hoje conhecida como a síndrome de Bartholin-Patau.
Como professor da Universidade de Copenhaga, Thomas Bartholin teve entre os seus alunos Niels Stensen, o famoso Nicolaus Steno, um dos mais prestigiados nomes da Medicina de todos os tempos.
Thomas Bartholin ilustrou e reviu a colectânea sobre anatomia que fora publicada em 1611 por seu pai, transformando-a numa das mais importantes obras de referência para o estudo e prática médica nos séculos seguintes.
Em 1663 Thomas Bartholin adquiriu uma quinta em Hagestedgaard, a qual ardeu completamente em 1670, tendo-se perdido no incêndio a sua biblioteca pessoal, incluindo muitos manuscritos inéditos. O rei Cristiano V da Dinamarca nomeou Bartholin como seu medico pessoal, com um salário substancial, e isentou a sua propriedade de impostos, como forma de minorar a perda sofria com o incêndio.
Em 1680 a saúde de Thomas Bartholin deteriorou-se, forçando-o a vender a quinta e a regressar a Copenhaga, onde faleceria pouco depois. Foi sepultado na igreja de Vor Frue Kirke (Igreja de Nossa Senhora) daquela cidade.
A Bartholinsgade, uma rua na zona central de Copenhaga, recebeu aquele nome em honra da família Bartholin. Nas suas imediações situa-se o Instituto Bartholin (Bartholin Institutet).

## Obras publicadas

Antiquitatum veteris puerperii synopsis, 1676

- Historiarum anatomicarum rariorum centuria I et II. Amsterdam: Apud Johannem Henrici, 1641. Segunda edição 1654 (descrição de estruturas anatómicas e suas consequências clínicas, incluindo descrições e ilustrações de estruturas anormais e normais).
- De unicornu. Padua, 1645.
- De lacteis thoracis in homine brutisque nuperrime observatis. Hafniae (Copenhaga), M. Martzan, 1652 (descreve pela primeira vez o ducto torácico).
- Vasa lymphatica nuper hafniae in animalibus inventa et hepatis exsequiae. Hafniae (Copenhaga), Petrus Hakius, 1653.
- Vasa lymphatica in homine nuper inventa. Hafniae (Copenhaga), 1654.
- Historarium anatomicarum rariorum centuria I-VI. Copenhaga, 1654-1661.
- Anatomia. The Hague. Ex typographia Adriani Vlacq, 1655.
- Dispensarium hafniense. Copenhaga, 1658.
- De nivis usu medico observationes variae. Accessit D. Erasmi Bartholini de figura nivis dissertatio (escrito em co-autoria com Rasmus Bartholin).
- Typis Matthiase Godichii, sumptibus Petri aubold, 1661 (inclui a primeira descrição conhecida da anestesia por refrigeração).
- Cista medica hafniensis. Copenhagen, 1662.
- De pulmonum substantia et motu. Copenhagen, 1663.
- De insolitis partus humani viis. Copenhagen, 1664.
- De medicina danorum domestica. Copenhagen, 1666.
- De flammula cordis epistola. Copenhagen, 1667.
- Orationes et dissertationes omnino varii argumenti. Copenhagen, 1668.
- Carmina varii argumenti. Copenhagen, 1669.
- De medicis poetis dissertatio. Hafinae, apud D. Paulli, 1669.
- De bibliothecae incendio. Copenhagen, 1670.
- De morbis biblicis miscellanea medica. Francofurti, D. Paulli, 1672.
- Acta medica et philosophica. 1673-1680.